# Sapromyza albibasis
Sapromyza albibasis är en tvåvingeart som beskrevs av Mitsuhiro Sasakawa 1995. Sapromyza albibasis ingår i släktet Sapromyza och familjen lövflugor. Inga underarter finns listade i Catalogue of Life.